# Хоні
Хо́ні (груз. ხონი) — місто в Грузії, у мхаре Імереті. Адміністративний центр Хонського муніципалітету. Статус міста від 1921. Від 1936 до 1989 — Цулукідзе.

## Клімат
У місті субтропічний, м'який, вологий клімат.
| Кліматограма Хоні | Кліматограма Хоні | Кліматограма Хоні | Кліматограма Хоні | Кліматограма Хоні | Кліматограма Хоні | Кліматограма Хоні | Кліматограма Хоні | Кліматограма Хоні | Кліматограма Хоні | Кліматограма Хоні | Кліматограма Хоні |
| --- | ----------------- | ----------------- | ----------------- | ----------------- | ----------------- | ----------------- | ----------------- | ----------------- | ----------------- | ----------------- | ----------------- |
| С | Л                 | Б                 | К                 | Т                 | Ч                 | Л                 | С                 | В                 | Ж                 | Л                 | Г                 |
| 158 9 1 | 130 10 2          | 160 13 4          | 123 18 8          | 121 23 13         | 133 26 17         | 112 29 20         | 109 30 20         | 133 26 16         | 152 21 12         | 145 15 7          | 155 10 3          |
| Середня макс. і мін. температури повітря (°C) Атмосферні опади (мм), за рік : 1631 мм. Джерело: «Climate-Data.org» (англ.) |                   |                   |                   |                   |                   |                   |                   |                   |                   |                   |                   |

## Розташування

Хоні розташоване неподалік від південних схилів Егріського хребта і плато Асхі (Великий Кавказ), на лівобережжі річки Цхенісцкалі, що на півночі Колхидської рівнини. Воно входить до складу Імеретії, але етнічно в Хоні присутня значна частина мегрельської населення.
Найближчими великими населеними пунктами є місто Кутаїсі, розташоване на відстані 25 км і Самтредія віддалене на 22 км від північного кордону міста. Самтредія — найближча залізнична станція.

## Історія
У період від 1936 до 1989 року місто йменувалося Цулукідзе, на честь відомого революціонера. Серед визначних пам'яток Хоні варто відзначити гарний православний храм Святого Георгія і місцевий етнографічний музей.

## Населення
Чисельність населення міста, станом на 2022 рік, становить 8 117 осіб. Більшу частину населення міста складають грузини.
| Рік  | Чисельність | Чисельність |
| ---- | ----------- | ----------- |
| 1922 | 9347        | [ 2 ]       |
| 1926 | 9026        | [ 2 ]       |
| 1939 | 9801        | [ 2 ]       |
| 1959 | 10 793      | [ 2 ]       |
| 1970 | 11 347      | [ 2 ]       |

| Рік  | Чисельність | Чисельність |
| ---- | ----------- | ----------- |
| 1979 | 14 549      | [ 2 ]       |
| 1989 | 14 425      | [ 2 ]       |
| 2002 | 11 315      | [ 2 ]       |
| 2014 | 8987        | [ 2 ]       |
| 2016 | 8871        | [ 2 ]       |

| Рік  | Чисельність | Чисельність |
| ---- | ----------- | ----------- |
| 2017 | 8746        | [ 2 ]       |
| 2018 | 8629        | [ 2 ]       |
| 2019 | 8511        | [ 2 ]       |
| 2020 | 8401        | [ 2 ]       |
| 2021 | 8310        | [ 2 ]       |

| Рік  | Чисельність | Чисельність |
| ---- | ----------- | ----------- |
| 2022 | 8117        | [ 2 ]       |
| 2023 | 8045        | [ 3 ]       |

| Рік  | Чисельність | Чисельність |
| ---- | ----------- | ----------- |
| 1922 | 9347        | [ 2 ]       |
| 1926 | 9026        | [ 2 ]       |
| 1939 | 9801        | [ 2 ]       |
| 1959 | 10 793      | [ 2 ]       |
| 1970 | 11 347      | [ 2 ]       |

| Рік  | Чисельність | Чисельність |
| ---- | ----------- | ----------- |
| 1979 | 14 549      | [ 2 ]       |
| 1989 | 14 425      | [ 2 ]       |
| 2002 | 11 315      | [ 2 ]       |
| 2014 | 8987        | [ 2 ]       |
| 2016 | 8871        | [ 2 ]       |

| Рік  | Чисельність | Чисельність |
| ---- | ----------- | ----------- |
| 2017 | 8746        | [ 2 ]       |
| 2018 | 8629        | [ 2 ]       |
| 2019 | 8511        | [ 2 ]       |
| 2020 | 8401        | [ 2 ]       |
| 2021 | 8310        | [ 2 ]       |

| Рік  | Чисельність | Чисельність |
| ---- | ----------- | ----------- |
| 2022 | 8117        | [ 2 ]       |
| 2023 | 8045        | [ 3 ]       |

## Відомі люди
У місті в 1911 році з чоловіком Климентом Квіткою мешкала українська письменниця Леся Українка.
Уродженці
- Іраклій Абашидзе — грузинський радянський поет, Академік АН Грузинської РСР (від 1960).
- Тамара Абакелія — грузинська скульпторка.
- Звіад Ізорія — грузинський шахіст.
- Давид Какабадзе — грузинський живописець.
- Платон Какабадзе — грузинський оперний співак (тенор).
- Аполлон Кутателадзе — грузинський живописець.
- Іовель Кутателадзе — грузинський фармаколог.
- Нана Мчедлідзе — грузинська акторка, кінорежисерка та сценаристка.
- Леван Рухадзе — грузинський політик.
- Олександр Цулукідзе — грузинський революціонер.
- Акакій Чхенкелі — грузинський державний діяч та дипломат.

## Міста-побратими
- Тукумс, Латвія  (12 червня 2019)